# Trajanus saluhallar

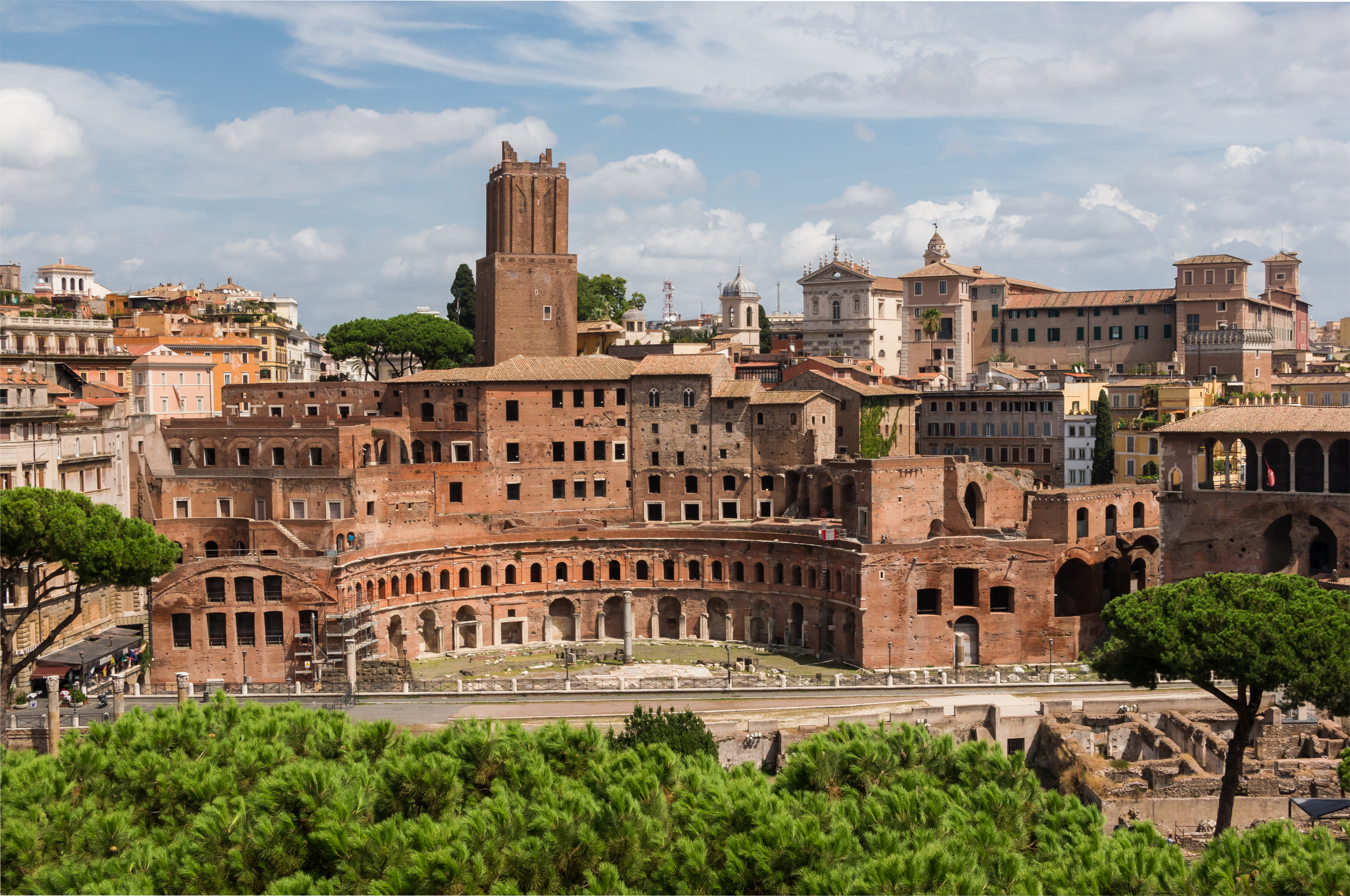
Trajanus saluhallar.

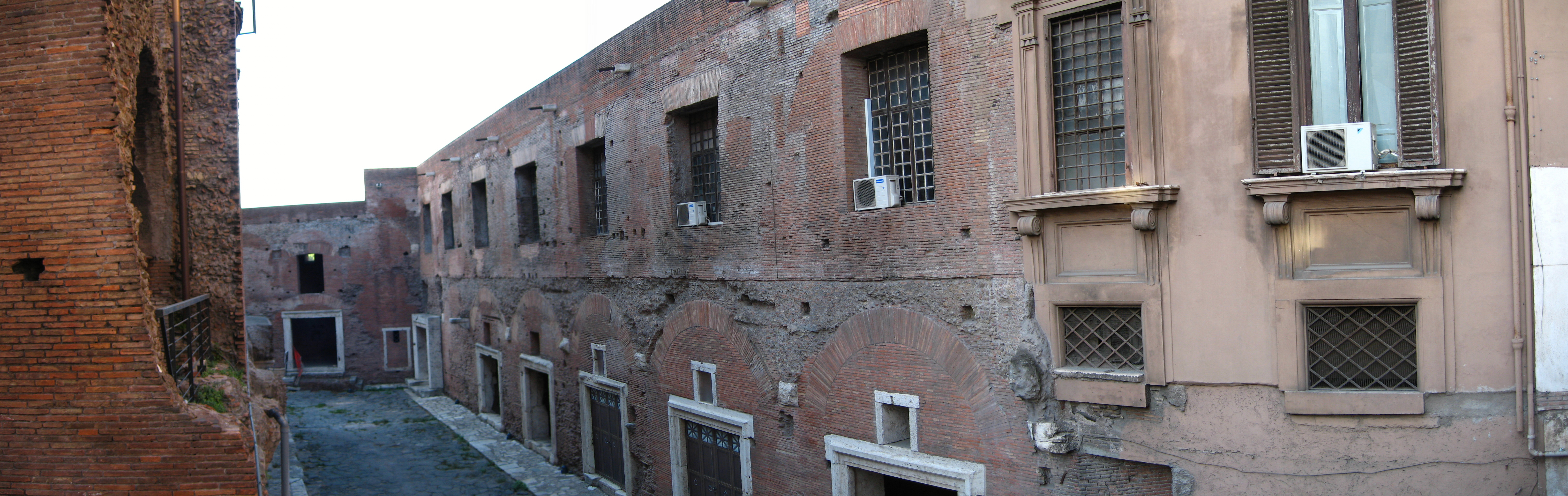
Den antika Via Biberatica.

Trajanus saluhallar, idag en ruin, är ett byggnadskomplex i centrala Rom. Det uppfördes mellan år 100 och år 110 av Apollodoros från Damaskus på uppdrag av kejsar Trajanus och tjänade som ett affärscentrum med 150 affärer och kontor. Några av rummen uppvisar rester av väggmålningar och mosaikgolv.
Namnet på den närbelägna gatan, Via Biberatica (bibo, latin för dricka), antyder att den kantades av tavernor.